# Hans Garte
Carl Hans Garte (* 2. Januar 1882 in Leipzig; † 1960) war ein Pionier des Offsetdrucks in Deutschland.

## Leben und Wirken
Carl Hans Garte ist Sohn von Carl August Garte, dem Gründer der Glaser & Garte Kunstverlagshandlung in Leipzig, später Carl August Garte, Kunst-Verlagshandlung, Lithographische Anstalt und Druckerei.
Hans Garte absolvierte eine Lehre als Steindrucker und ging anschließend für zwei Jahre, von 1903 bis 1905, in die USA, wo er in Brooklyn als Drucker arbeitete. Er sammelte wertvolle Erfahrungen und erweiterte sein technisches Wissen. Nach seiner Rückkehr nach Leipzig setzte er in der väterlichen Kunstverlagshandlung neue Prozesse ein und verfolgte aufmerksam die Fortschritte im Offsetdruck in den USA und in der Folge in Deutschland.
Anlässlich der 1914 in der damals in Deutschland führenden Buchstadt Leipzig erstmals veranstalteten Internationalen Ausstellung für Buchgewerbe und Graphik BUGRA ließ Hans Garte durch die Firma Schmiers, Werner und Stein eine Flachdruckmaschine namens Rubens bauen, in die ein mit einem Gummituch bespannter Zylinder integriert war und in der eine Zinkplatte den Stein ersetzte. In den Jahren nach dem Ersten Weltkrieg setzte sich Offset als Druckverfahren im Bereich Akzidenzdruck für farbige Massenauflagen wie Postkarten, Reklame, Verpackungen, Etiketten und Marken endgültig durch, bedingt nicht zuletzt durch den Boom der Postkarten- und Reklameindustrie. Der Postkartenverlag Gebrüder Metz in Tübingen zum Beispiel war zu dieser Zeit ein wichtiger Kunde.
Hans Garte verlegte ab 1924 die Fachzeitschrift Offset – Buch- und Werbekunst, die von 1936 bis 1944 unter dem Titel Druck- und Werbekunst publiziert wurde. Bis zu seinem Tod 1960 pflegte Garte den Kontakt zu vielen Druckereien in ganz Deutschland, denen er als  „Offset-Papst“ beratend zur Seite stand, wenn es um Fragen der Qualitätssteigerung oder der Rentabilität ging. Von diesen Tätigkeiten Gartes zeugt die erhalten gebliebene Korrespondenz Gartes mit vielen Druckereien.
Der Garte-Verlag blieb bis nach dem Zweiten Weltkrieg in Leipzig ansässig. 1946 unterstützte Hans Garte den Wiederaufbau der deutschen Druckindustrie in Westdeutschland und verlegte den Firmensitz dorthin. Hans Gartes Sohn übernahm die Leitung des Verlags.
Hans Garte avancierte in den 1950er-Jahren zum Geschäftsführer der Bundessparte Flachdruck im Rahmen der Arbeitsgemeinschaft der graphischen Verbände. Daneben widmete er sich dem Sammeln von Druckmustern und Reklamedrucksachen vieler Druckereien. Sein Ziel, damit eine Geschichte des Flach- und Offsetdrucks zu schreiben, konnte Garte bis zu seinem Tod 1960 allerdings nicht mehr realisieren.

## Wanderausstellung
Hans Garte legte eine mehrere tausend Blätter umfassende Sammlung von Muster- und Probedrucken an, die es der Nachwelt ermöglicht, die Geschichte des frühen Offsetdrucks in einer Ausstellung zu erzählen. Der Schwerpunkt seiner Sammlung lag vor allem im Bereich des Akzidenzdrucks: Abziehbilder, Buchumschläge, Broschüren, Landkarten, Notenblätter, Sammelbilder, Spielkarten und vieles mehr.